# مايومي إيشيكاوا
مايومي إيشيكاوا (باليابانية: 市河麻由美؛ بالكانا: いちかわ まゆみ) هي عداءة ألتراماراثون ‏ يابانية، ولدت في 3 مايو 1976 في طوكيو في اليابان.

## وصلات خارجية
- الموقع الرسمي
- مايومي إيشيكاوا على موقع الاتحاد الدولي لألعاب القوى (الإنجليزية)